# Formule 3
Pour les articles homonymes, voir F3.

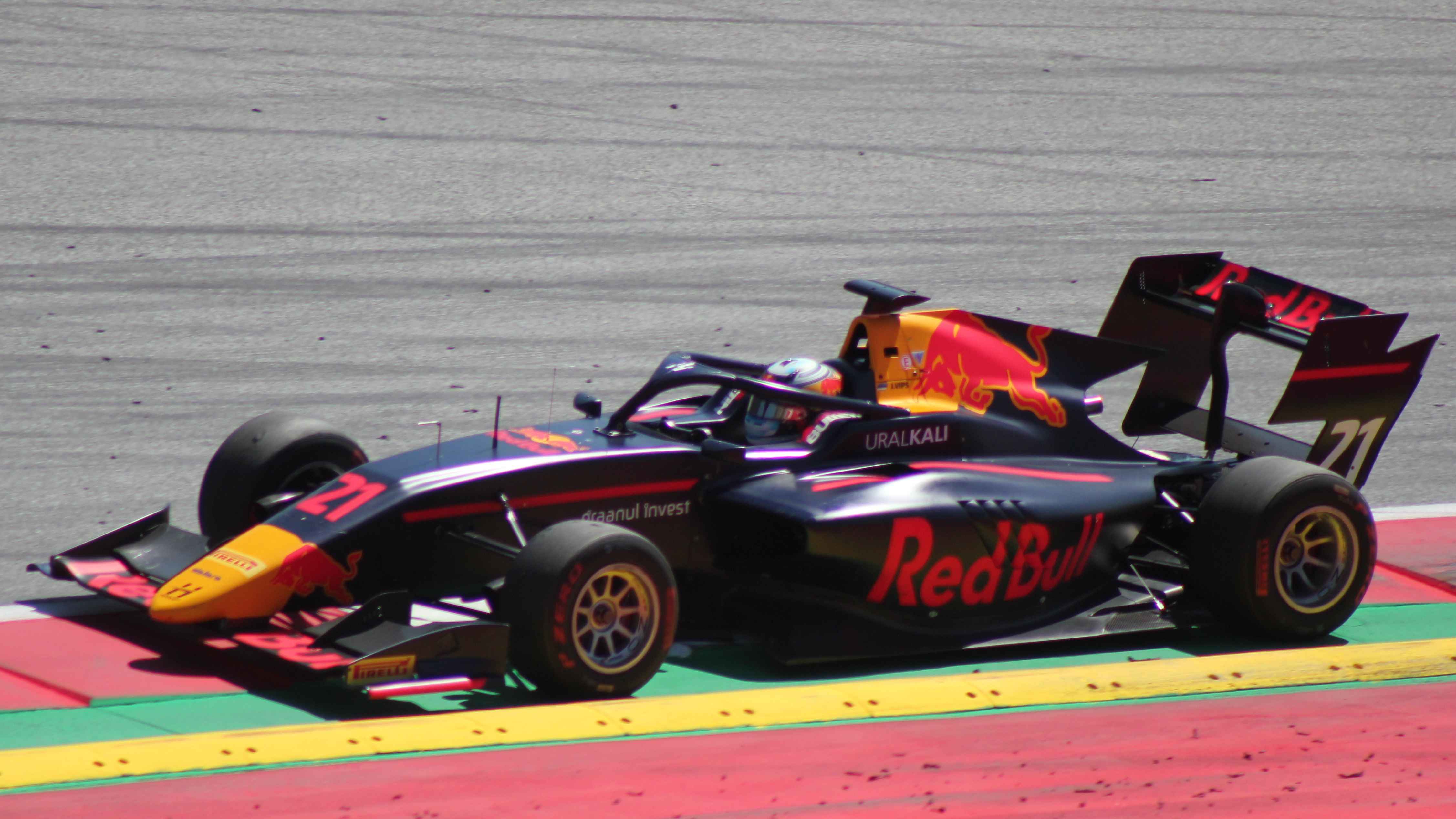
Dallara F3 2019 de Jüri Vips.

La Formule 3 FIA, également connue sous l'abréviation F3, est une catégorie de compétition automobile de type monoplace. Réglementée par la Fédération internationale de l'automobile, la catégorie Formule 3 sert d'étape de sélection parmi les jeunes pilotes de course souhaitant devenir professionnel et/ou accéder à la Formule 1. 
Auparavant étendue sur tous les continents sous forme de divers championnats régionaux et internationaux, la F3 moderne est, depuis 2019, disputée sous la forme d'un seul championnat international en ouverture de la Formule 1, le championnat de Formule 3 FIA, et d'une Coupe du monde. Dans la hiérarchie des monoplaces, les F3 ont une puissance se situant entre la Formule 2 et la Formule Régionale, catégorie créé pour remplacer les épreuves nationales de F3.

## Histoire

### 1950-1958: Création de la F3

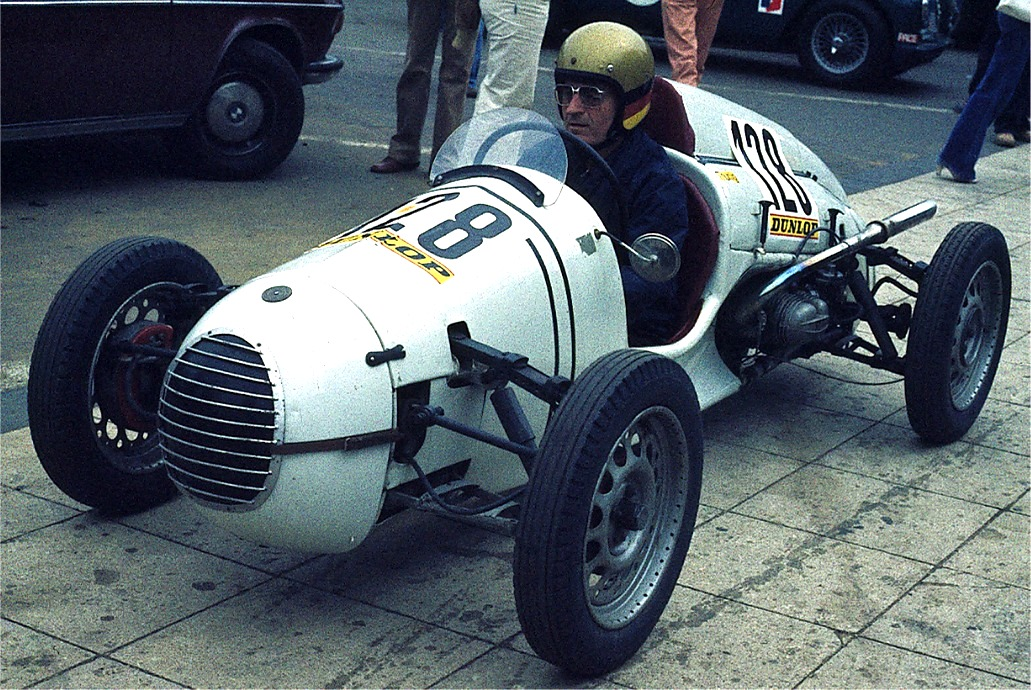
Monopoletta - BMW 1949

Avant la Seconde Guerre mondiale, une hiérarchie existait dans la discipline des monoplaces, où les principales épreuves se déroulaient selon la catégorie Formule Grand Prix, et les courses moins prestigieuses dans les catégories voiturette et cyclecar. La catégorie Formule 3 a été créée en Grande-Bretagne au lendemain de la Seconde Guerre mondiale, après la création des catégories Formule 1 et Formule 2. Il s'agissait alors de permettre aux pilotes de rouler en compétition pour un budget réduit. Sous sa forme originelle, la catégorie Formule 3 voyait s'affronter des monoplaces comme la Cooper 500 équipées d'un petit moteur monocylindre de 500 cm3 dérivé de la moto.

### 1964: Retour discret sur les circuits
Remplacée en 1958 par la Formule Junior, la Formule 3 a été remise au goût du jour à partir de 1964. Depuis, elle est devenue un passage quasiment obligatoire pour tous les pilotes aspirant à accéder à la Formule 1.

### 1975-1990 : Une porte d'entrée vers la F1

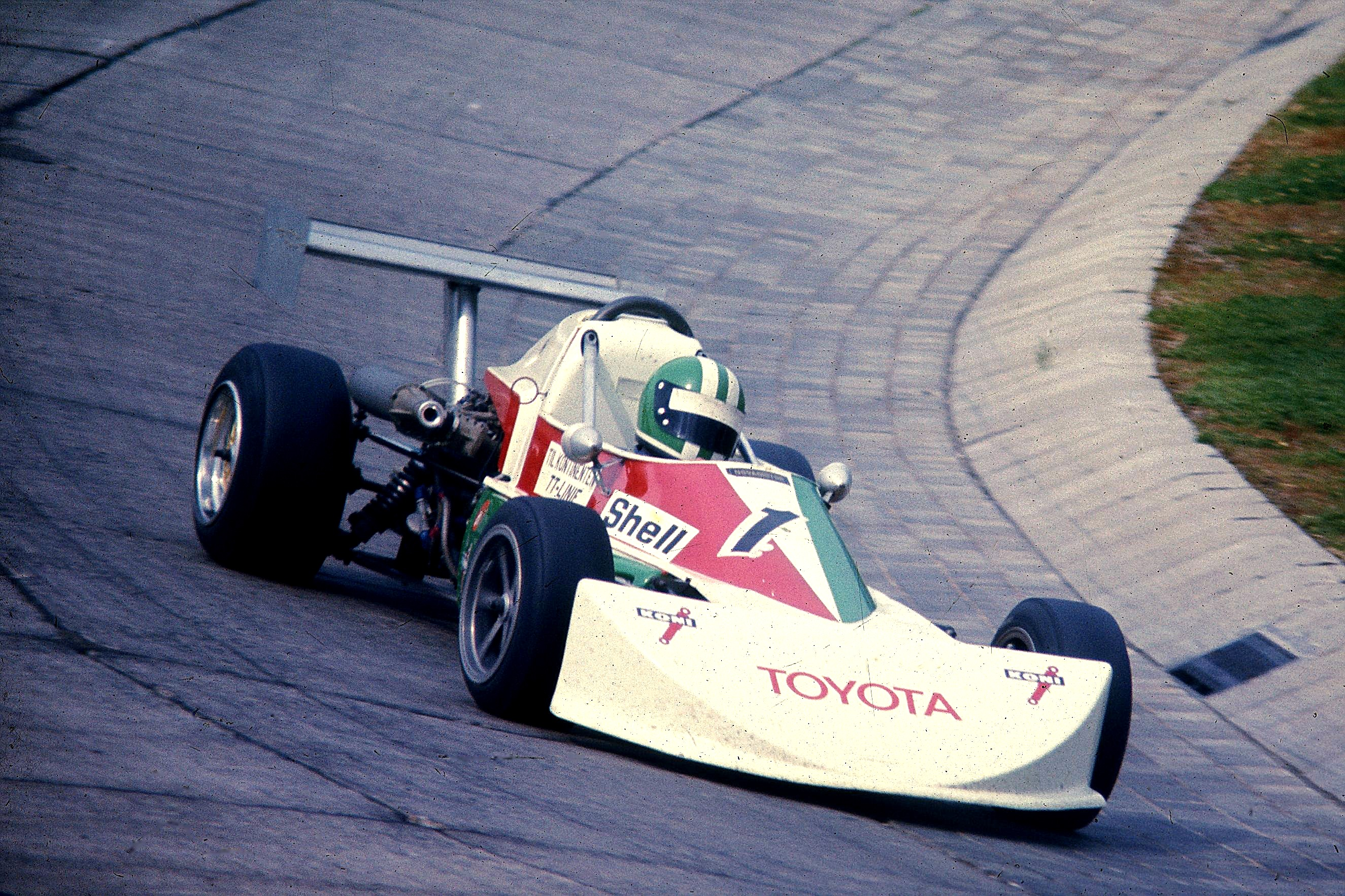
Rudolf Dötsch avec March-Toyota 1976

### 2000-2009: L'antichambre du GP2
Fin 2002, les Fédérations françaises et allemandes de sport automobiles décident de fusionner leurs championnats nationaux respectifs de Formule 3 pour créer la nouvelle Formule 3 Euro Series, avec des manches tantôt disputées en ouverture du DTM, et tantôt lors des meetings de la Super Série FFSA.
Cette alliance permet au championnat d'entrer en concurrence avec le Championnat britannique, jusqu'alors considéré comme la référence ultime de la F3. Elle se concrétise lorsque l'espoir britannique Lewis Hamilton décide en 2004 de participer à l'Euro Series au sein d'une écurie britannique. Il devient champion en 2005.

### 2010-2012: Perte de vitesse et rivalité avec le GP3 Series
En 2010 est créé le GP3 Series, l'objectif de cette série est alors de servir d'antichambre aux GP2 Series, lui même voie d'accès vers la Formule 1 pour les jeunes pilotes. Conformément à la volonté de Bernie Ecclestone, le GP3 garni le programme des weekends des Grand Prix de Formule 1 tout en permettant aux jeunes loups d'être observé par le monde de la Formule 1.
En conséquence, la Formule 3 Euro Series, disputée en ouverture du DTM, connait une brutale perte d’intérêt de la part des équipes, le plateau passe de 24 en 2009 à 12 monoplaces en 2010. 
Le Trophée international FIA, créé en 2011 est un échec. La FIA décide alors de relancer le Championnat d'Europe en 2012 sous la forme de courses jumelées lors de certaines manches du Championnat Britannique et de la Formule 3 Euro Series. 

### 2013-2018: Renouveau du championnat d'Europe

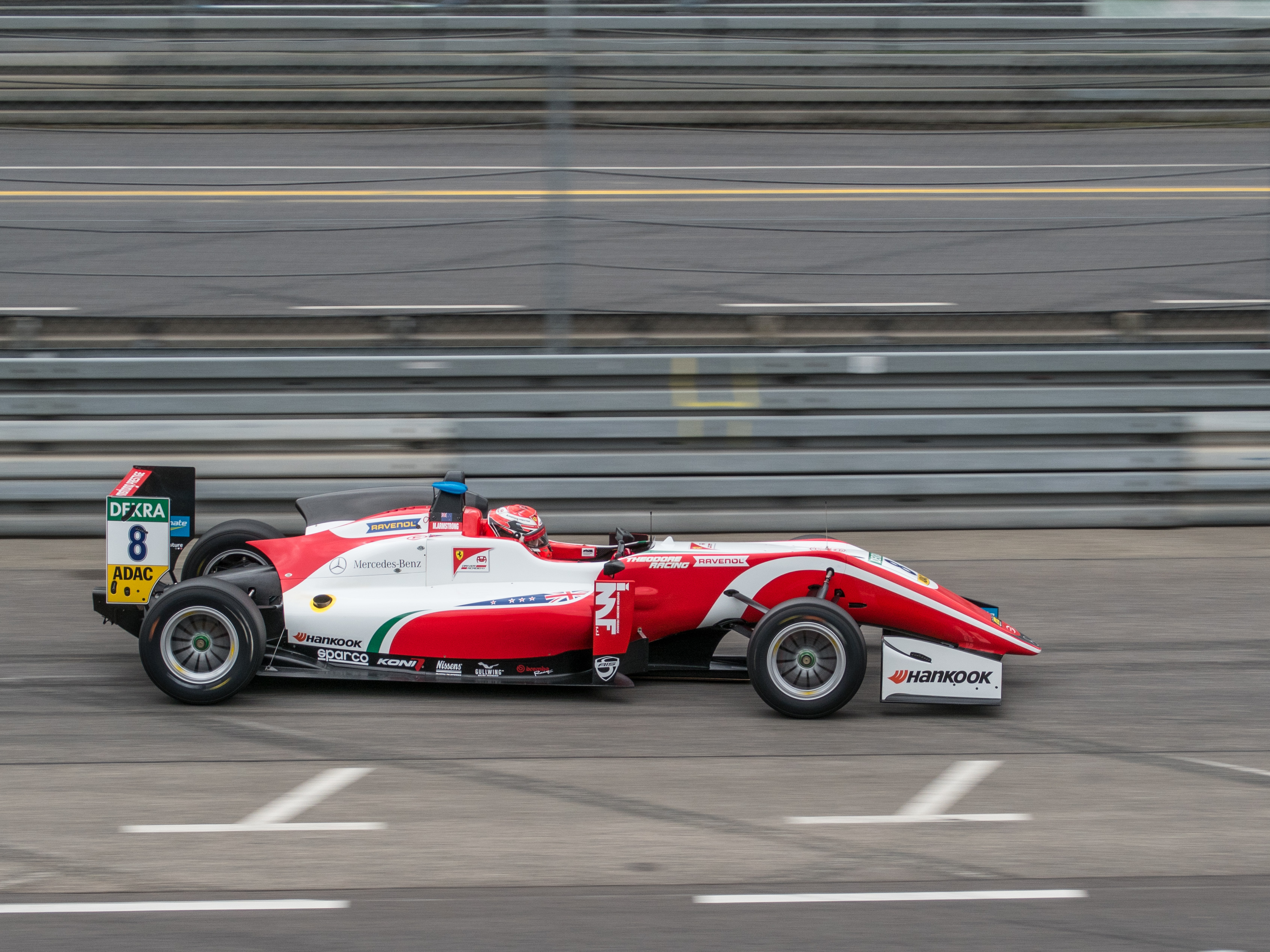
Ancienne F3 : Dallara F312-17 de Marcus Armstrong en 2018.

En 2013, le championnat européen devient indépendant et connait un regain d’intérêt avec plus d'une trentaine de pilotes engagés. Les épreuves phares sont alors celles de Pau et de Spa-Francorchamps.
Le championnat confirme sa bonne santé les années suivantes en sacrant les futurs pilotes de Formule 1 Esteban Ocon, Lance Stroll, Lando Norris et en révélant notamment Max Verstappen, Charles Leclerc, George Russell, Alexander Albon ou encore Antonio Giovinazzi.

### Depuis 2019: La Formule 3 moderne

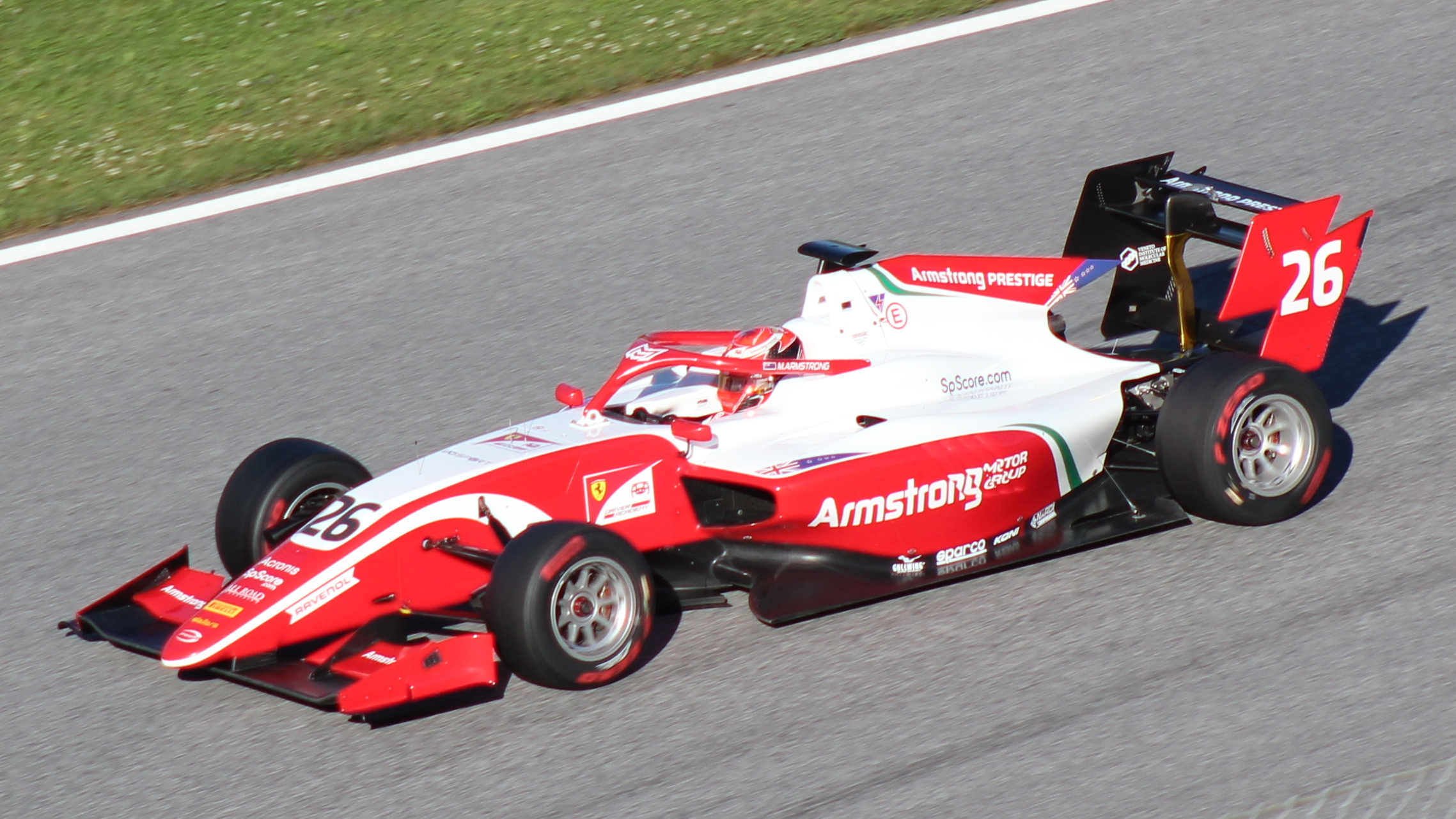
Nouvelle F3 : Dallara F3 2019 de Marcus Armstrong en 2019.

À la suite du rachat de la Formule 1 par le groupe Liberty Media en 2017, le nouveau propriétaire souhaite rapprocher les séries F1/GP2/GP3 sur le modèle des weekends de course du MotoGP / Moto2 / Moto3. La FIA souhaite en parallèle récupérer la mainmise sur le GP2 et le GP3, autrefois uniquement gérés sous la houlette de Bernie Ecclestone, et les remplacer par un championnat de F2 et un de F3. La GP2 est alors rebadgée « FIA F2 », et la nouvelle FIA F3 se crée via la fusion du GP3 Series et le championnat d'Europe de Formule 3.
Ce nouveau championnat entraîne l'apparition d'une nouvelle réglementation F3 et d'une monoplace unique, supprimant la diversité des châssis et des moteurs existants jusqu'alors. Les anciens championnats ne sont progressivement plus homologués ni reconnus comme F3, et les deux seules séries de F3 restantes sont le championnat FIA dit « international », disputé en ouverture des Grands Prix, et la Coupe du monde de Formule 3 FIA, disputée chaque année à l'occasion du Grand Prix de Macao.

## Règlement technique et monoplace
Depuis 2019, la réglementation technique de la Formule 3 moderne n'admet qu'un seul modèle de monoplace de compétition, tant pour le championnat international que pour la Coupe du monde : la Dallara F3 2019 motorisée par Mecachrome.
| Nom          | Dallara F3 2019                                       |
| Châssis      | Monocoque - fibre de carbone                          |
| Longueur     | 4 965 mm                                              |
| Largeur      | 1 885 mm                                              |
| Hauteur      | 1 043 mm                                              |
| Poids        | 673 kg (avec pilote)                                  |
| Moteur       | Mecachrome V634 3,4 L atmosphérique, central arrière  |
| Transmission | séquentielle Hewland F3B-200 à 6 rapports + 1 arrière |
| Essence      | Elf LMS 89.6 MON, 101.6 RON                           |
| Lubrifiant   | Elf HTX 840                                           |
| Pneus        | Pirelli P-Zero et Pirelli Cinturato                   |

## Épreuves

### Compétitions existantes de F3 modernes
| Zone - pays | Compétition                     | Appellation originale      | Cat. | Monoplace                  | Date création |
| ----------- | ------------------------------- | -------------------------- | ---- | -------------------------- | ------------- |
| Monde       | Championnat de Formule 3 FIA    | FIA Formula 3 Championship | FIA  | Dallara F3 2019 Mecachrome | 2019-         |
| Monde       | Coupe du monde de Formule 3 FIA | FIA Formula 3 World Cup    | FIA  | Dallara F3 2019 Mecachrome | 2016-         |

| Icône | Catégorie           |
| ----- | ------------------- |
| FIA   | Certifié par la FIA |

### Compétitions existantes de F3 anciennes
Du fait de la diffusion massive de la Formule 3 et de son succès mondial, les modèles anciennement homologués par la FIA (jusqu'à fin 2018) sont encore utilisés en 2019 par plusieurs championnats nationaux. D'autres modèles plus anciens font l'objet d'une réutilisation dans le cadre de championnats historiques.

## La Formule Régionale
En parallèle, pour pallier la disparition de certains championnats nationaux et combler l'écart de performances entre les F3 et les Formule 4, la FIA crée en 2018 une nouvelle catégorie : la Formule Régionale ou Formula Regional. Contrairement aux Formules 3, la réglementation de la Formule Régionale, régie par l'article 275 de l'annexe J du code sportif international, autorise l'homologation de plusieurs modèles.
| Zone - pays      | Championnat                                      | Appellation originale                            | Cat. | Monoplace                               | Date création | Début F3R |
| ---------------- | ------------------------------------------------ | ------------------------------------------------ | ---- | --------------------------------------- | ------------- | --------- |
| Europe           | Championnat d'Europe de Formule Régionale        | Formula Regional European Championship by Alpine | FIA  | Tatuus F.3 T-318 Alpine                 | 2019          | 2019      |
| Moyen-Orient     | Championnat du Moyen-Orient de Formule Régionale | Formula Regional Middle East Championship        | FIA  | Tatuus F.3 T-318 Alfa Romeo/Autotecnica | 2001          | 2018      |
| Am. du Nord      | Championnat des Amériques de Formule Régionale   | Formula Regional Americas Championship           | FIA  | Ligier/Crawford JSF3 Honda              | 2018          | 2018      |
| Japon            | Championnat du Japon de Formule Régionale        | Formula Regional Japanese Championship           | FIA  | Dome F111/3 Alfa Romeo/Autotecnica      | 2020          | 2020      |
| États-Unis       | Formula Pro USA F3 Western Championship          | Formula Pro USA F3 Western Championship          |      | Ligier/Crawford JSF3 Honda              | 2020          | 2020      |
| Europe           | Ultimate Cup Series Formula Challenge            | Ultimate Cup Series Formula Challenge            |      | Tatuus F.3 T-318 Alpine                 | 2018          | 2020      |
| Monde            | W Series                                         | W Series                                         |      | Tatuus F.3 T-318 Alfa Romeo/Autotecnica | 2019          | 2019      |
| Nouvelle-Zélande | Toyota Racing Series                             | Toyota Racing Series                             |      | Tatuus F.3 T-318 Toyota FT60            | 2005          | 2020      |

| Icône | Catégorie           |
| ----- | ------------------- |
| FIA   | Certifié par la FIA |

## Appellation F3
Certains championnats portent le nom de F3 sans utiliser les monoplaces de la réglementation FIA F3.
| Zone - pays | Compétition                       | Appellation originale | Règlement | Date création |
| ----------- | --------------------------------- | --------------------- | --------- | ------------- |
| Chili       | Championnat du Chili de Formule 3 | Fórmula 3 Chilena     |           | 1972          |